# Borodzin III
Borodzin III – dawny folwark. Tereny, na których był położony leżą obecnie na Białorusi, w obwodzie mińskim, w rejonie wilejskim, w sielsowiecie Kurzeniec.

## Historia
W czasach zaborów folwark w gminie Krzywicze, w powiecie wilejskim, w guberni wileńskiej Imperium Rosyjskiego.
W latach 1921–1945 folwark leżał w Polsce, w województwie wileńskim, w powiecie wilejskim, w gminie Krzywicze.
Powszechny Spis Ludności z 1921 roku podał dane łączne folwarków Borodzin I, II i III. Zamieszkiwały tu 52 osoby, 51 były wyznania rzymskokatolickiego a 1 mojżeszowego. Jednocześnie 51 mieszkańców zadeklarowało polską a 1 żydowską przynależność narodową. Były tu 2 budynki mieszkalne. W 1931 był tu jeden dom mieszkalny.
Wierni należeli do parafii rzymskokatolickiej w Kurzeńcu. Miejscowość podlegała pod Sąd Grodzki w Wilejce i Okręgowy w Wilnie; właściwy urząd pocztowy mieścił się w Kurzeńcu.
W wyniku napaści ZSRR na Polskę we wrześniu 1939 miejscowość znalazła się pod okupacją sowiecką. 2 listopada została włączona do Białoruskiej SRR. Od czerwca 1941 roku pod okupacją niemiecką. W 1944 miejscowość została ponownie zajęta przez wojska sowieckie i włączona do Białoruskiej SRR.